# Third Ear Band
Die Third Ear Band war eine britische Musikgruppe, die mit Unterbrechungen von 1967 bis 1993 bestand. Sie wird bisweilen dem Progressive Rock zugerechnet, obwohl sie ohne elektrische Instrumente, dafür mit Violine, Oboe und Cello für die Rockmusik eher untypisch war. Ihre Musik bestand aus experimentellen Improvisationen mit Einflüssen von fernöstlichem Raga und europäischem Folk.

## Bandgeschichte
Die Third Ear Band wurde von dem Jazz-Schlagzeuger Glen Sweeney gegründet, zuvor Partner von Dave Tomlin in der Avantgarde-Gruppe „The Giant Sun Trolley“ (1966–67), einer der Stammbands des UFO Clubs, und Drummer der kurzlebigen Band „Hydrogen Jukebox“ (1967).
Ihre ersten Aufnahmen wurden 1969 unter dem Pseudonym „The National Balkan Ensemble“ veröffentlicht. 1969 erschien ihr erstes Album Alchemy unter eigenem Namen. Am 7. Juni 1969 eröffneten sie das Konzert von Blind Faith im Londoner Hyde Park, am 5. Juli 1969 spielten sie beim legendären Konzert der Rolling Stones an gleicher Stelle. Am 31. August 1969 hatten sie einen Auftritt beim zweiten Isle of Wight Festival.
Popularität erlangte die Band vor allem durch ihre Soundtracks für zwei Filme, Abelard and Heloise (1970) und vor allem Roman Polańskis Macbeth (1971, Album veröffentlicht 1972). 1973 löste sich die Band auf und kam erst in den späten 1980ern wieder zusammen. Es erschienen noch einige Alben. 1993 wurde die Band nach einem Herzinfarkt Sweeneys aufgelöst.

## Diskografie
- The National-Balkan Ensemble (1968)
- Alchemy (1969)
- Third Ear Band (1970)
- Abelard and Heloise (Soundtrack des Films von 1970, veröffentlicht 1997)
- Music from Macbeth (Soundtrack des Films von 1971, veröffentlicht 1972)
- Experiences (Kompilation, 1976)
- Live Ghosts (1988)
- Radio Sessions (1988)
- New Forecasts from the Third Ear Almanach (1989)
- Magic Music (1990)
- Brain Waves (1993)
- Live (1996)
- Magic Music (1997)
- Songs From The Hydrogen Jukebox (1998)
- Hymn To The Sphynx (2001)
- The Magus (2004, aufgenommen 1972)